# Madden NFL 11
Madden NFL 11 är ett amerikanskt fotbollsspel baserat på National Football League, publicerad av EA Sports och utvecklad av EA Tiburon. Det är den 22:a årliga avbetalningen i den bästsäljande Madden NFL-spelautomaten. Den släpptes 2010 för PlayStation 3, PlayStation 2, Wii, Xbox 360, PlayStation Portable, BlackBerry och iOS-plattformar. PS3 och Xbox 360-demon släpptes den 27 juli 2010.